# Józef Gardecki

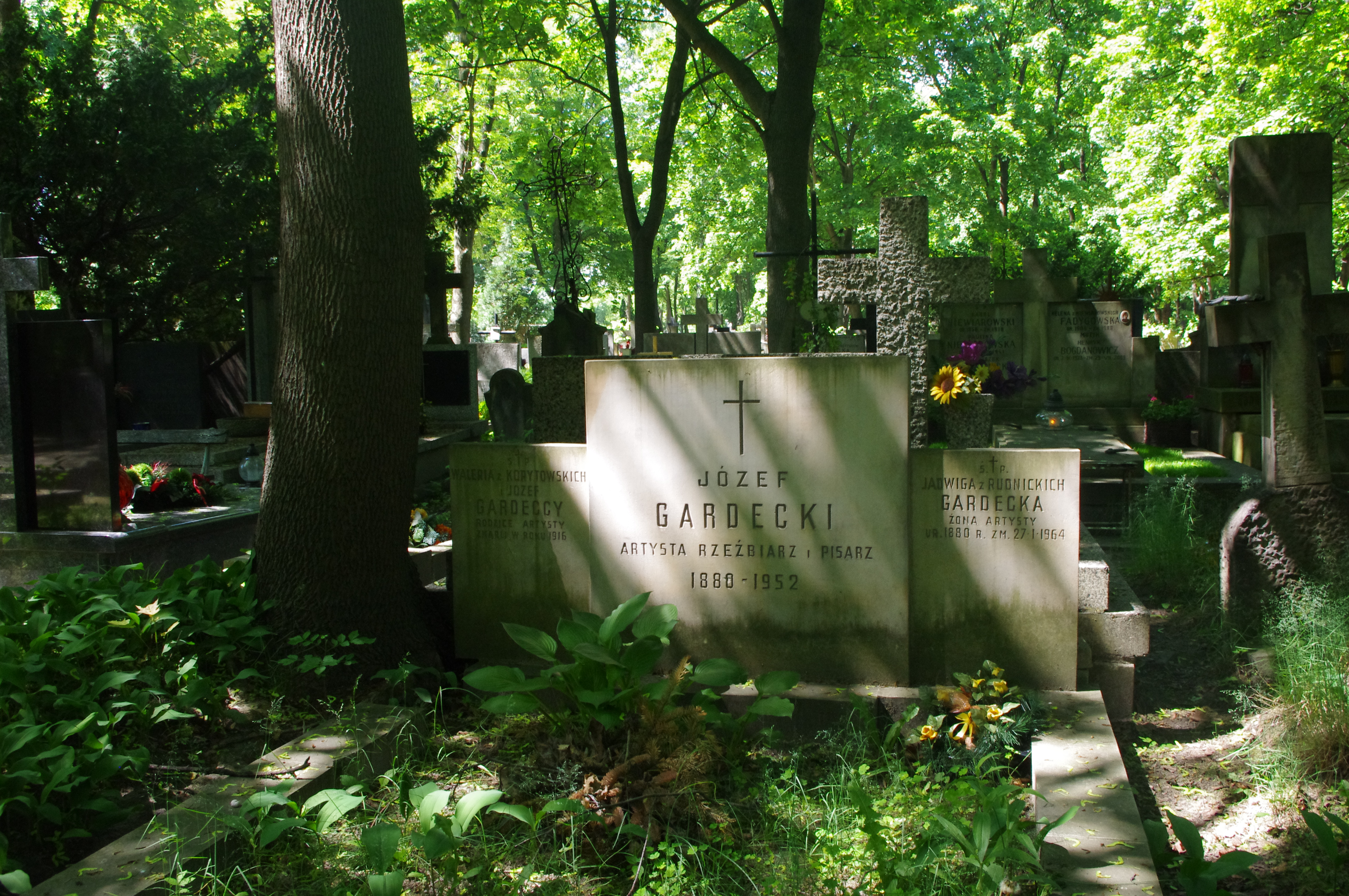
Grób rzeźbiarza Józefa Gardeckiego na Cmentarzu Powązkowskim w Warszawie

Józef Gardecki (ur. 29 lutego 1880 w Warszawie, zm. w 1952 w Górze Kalwarii) – polski rzeźbiarz tworzący w stylu secesji. Zajmował się też reżyserowaniem teatrów robotniczych pod zaborami.

## Życiorys
Syn Józefa i Walerii z Korytkowskich. Od 1892 uczył się w Warszawskiej Szkole Rysunku na Placu Teatralnym. Od końca XIX wieku prowadził w Warszawie amatorski teatr robotniczy. Wystawiano m.in. Dziady i Wesele. Teatr nie posiadał własnej sceny, grywał w prywatnych mieszkaniach, na polanach leśnych czy na plebaniach. 
Od 1901 studiował w krakowskiej Akademii Sztuk Pięknych. W latach 1907–1909 mieszkał w Paryżu, gdzie uczył się rzeźbiarstwa u samego Rodina. W latach 1910–1926 prowadził w Warszawie pracownię rzeźbiarsko-sztukatorską. 
W trakcie rewolucji 1905 roku, z inspiracji Stefana Żeromskiego, Józef Gardecki wraz z grupą koszykarzy wystawił w Nałęczowie nielegalną wówczas sztukę, III część Dziadów. Wśród widzów obecni byli m.in. Bolesław Prus, Ignacy Matuszewski i Mieczysław Biernacki. 
17 kwietnia 1906 roku w Warszawie ożenił się z Jadwigą Rudnicką (1879–1964). Po ceremonii ślubnej małżeństwo odwiedziło brata Rudnickiej, więzionego na Pawiaku za działalność rewolucyjną. Gardecki pomagał ruchowi robotniczemu pod zaborami, przemycając z Krakowa do Królestwa Polskiego nielegalne wydawnictwa Polskiej Partii Socjalistycznej. Rozdawał je robotnikom i chłopom; brał udział w agitacji.
Gardecki przyjaźnił się z nauczycielkami oświatowymi Stefanią Sempołowską i Heleną Skłodowską-Szalay oraz filozofem i historykiem filozofii Władysławem Tatarkiewiczem.
Był twórcą fryzu budynku krakowskiego Starego Teatru wykonanego w 1906.
W 1944, podczas powstania warszawskiego, jego mieszkanie i pracownia zostały spalone przez Niemców, z prawie całym dorobkiem artystycznym.
Zmarł w 1952. Został pochowany na Cmentarzu Powązkowskim (kwatera 321-1-11/12).

## Upamiętnienie
Józef Gardecki jest patronem Szkoły Podstawowej nr 225 w Warszawie od 1961 roku. Hol szkoły ozdabia jedna z niewielu ocalałych rzeźb Gardeckiego „Oracz”, symbol pracy i wysiłku. 